# Gemarmerd koolmotje
Het gemarmerd koolmotje (Plutella porrectella) is een vlinder uit de familie van de koolmotten (Plutellidae). De wetenschappelijke naam is gepubliceerd in 1758 door Linnaeus in de tiende editie van Systema naturae.
De soort komt voor in Europa.